# Нови Ксеријас
Нови Ксеријас (грч. Νέος Ξεριάς, Неос Ксеријас) је насељено место у општини Места у периферији Источна Македонија и Тракија, Грчка. Према попису из 2021. године био је 391 становник.
Насеље је подигнуто седамдесетих година 20. века за мештане суседног села Ксеријас. Први пут се помиње на попису из 1981. године са 244 становника.